# Ludwig Elm

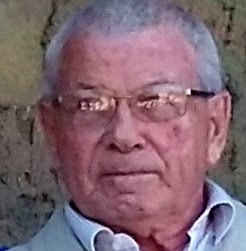
Ludwig Elm, 2016

Ludwig Elm (* 10. August 1934 in Greußen) ist ein ehemaliger deutscher Politiker (SED, PDS). Er war bis 1990 Hochschullehrer für Wissenschaftlichen Sozialismus.

## Leben und Beruf
Nach dem Schulbesuch absolvierte Elm zunächst eine Lehre zum Landwirtschaftsgehilfen. Danach studierte er Landwirtschaft, Geschichte und Philosophie an der Humboldt-Universität zu Berlin und der Karl-Marx-Universität Leipzig. 1956 beendete er sein Studium als Diplomlehrer für Marxismus-Leninismus. Anschließend war er als wissenschaftlicher Assistent an der Friedrich-Schiller-Universität Jena tätig, wo er 1964 auch mit der Arbeit Zur Geschichte des Linksliberalismus in der Frühperiode des deutschen Imperialismus (1897/98 bis 1907) – Ein Beitrag zur Entwicklung und Krise des Liberalismus in Deutschland zum Dr. phil. promoviert wurde. 1971 erfolgte hier auch seine Promotion B zum Dr. sc. phil. mit der Arbeit Hochschule und Neofaschismus – Zeitgeschichtliche Studien zur Hochschulpolitik in der BRD. Danach war er an der Universität bis 1990 als Professor für Wissenschaftlichen Sozialismus tätig. Von 1990 bis 1991 hieß die von ihm geleitete Abteilung „Vergleichende Ideengeschichte“.
Ludwig Elm ist verheiratet und hat drei Töchter.

## Partei
Elm trat 1952 in die SED ein. Von 1964 bis 1978 gehörte er der SED-Parteileitung an der Universität Jena und von 1967 bis 1978 der SED-Kreisleitung der Stadt Jena an. Nach der Umbenennung blieb er Mitglied der PDS.

## Abgeordneter
Elm war von 1971 bis 1981 Mitglied der Volkskammer der DDR und gehörte dort der Fraktion des Kulturbundes an.
Von 1994 bis 1998 war er Mitglied des Deutschen Bundestages und leitete dort in dieser Zeit den Arbeitskreis IV Innen-, Rechts-, AusländerInnen-, Wissenschafts- und Bildungspolitik der Gruppe der PDS.
Ludwig Elm war über die Landesliste Thüringen in den Bundestag eingezogen.

## Gesellschaftliche Ämter
Elm engagierte sich von 1958 bis 1990 vor allem im Kulturbund der DDR und bekleidete dort verschiedene Funktionen auf der Kreis-, der Bezirks- und der zentralen Ebene. 1994 wurde er zum 1. Landessprecher des Bundes der Antifaschisten (BdA) in Thüringen gewählt.

## Schriften
- Geschichte eines Historikers. Erinnerungen aus drei deutschen Staaten, Köln: PapyRossa 2018, ISBN 978-3-89438-685-6
- Der deutsche Konservatismus nach Auschwitz – Von Adenauer und Strauß bis Merkel und Stoiber, Köln: PapyRossa 2007, ISBN 978-3-89438-353-4.
- Das verordnete Feindbild – Neue deutsche Geschichtsideologie und „antitotalitärer Konsens“, Köln: PapyRossa 2001, ISBN 3-89438-218-X.
- Füxe, Burschen, Alte Herren – Studentische Korporationen vom Wartburgfest bis heute, Köln: PapyRossa 1992, ISBN 3-89438-050-0.
- Nach Hitler. Nach Honecker – Zum Streit der Deutschen um die eigene Vergangenheit, Berlin: Dietz 1991, ISBN 978-3-320-01761-3.
- Zu Ergebnissen und Trends des Konservatismus in der BRD. In: Konservatismus-Forschung, Jg. 11 (1990), S. 16–32.
- Konfrontative Kräfte im konservativen Lager der BRD auf dem Weg der Hochrüstung und Friedensbedrohung. In: Pro Pace Mundi (1987), 2, S. 164–174.
- Geschichtlicher Platz und soziales Wesen des Konservatismus der achtziger Jahre (Thesen)- In: Konservatismus-Forschung, Jg. 7 (1987), S. 9–16.
- Seminar des BdWi „Neue Rechte, Neokonservatismus und die Wissenschaft“. In: Konservatismus-Forschung, Jg. 7 (1987), S. 165–166.
- Tagung des IMSF zum Konservatismus in der BRD. In: Konservatismus-Forschung, Jg. 7 (1987), S. 179–180.
- Thesen zum Referat: Konservative Ideologie und Politik in der BRD – Ausgangspositionen und Perspektiven am Beginn der 80er Jahre. In: Wissenschaftliche Zeitschrift der Friedrich-Schiller-Universität Jena (GSR), Jg. 31(1982), Heft 4/5, S. 401–408.
- Eine „Koalition der Mitte?“ Zur Einschätzung der CDU/CSU/FDP-Regierung vom Oktober 1982. In: Konservatismus-Forschung, Jg. 4 (1983), S. 45–57.
- Die BRD – vier Jahrzehnte nach dem 8. Mai 1945. Historisch-politische und ideologische Aspekte der konservativen Wende. In: Konservatismus-Forschung, Jg. 6 (1986), S. 7–17.
- Aufbruch ins Vierte Reich? – Zu Herkunft und Wesen einer konservativen Utopie, Berlin: Dietz 1981.
- Konservative Sozialismus-Auffassung – eine extreme Spielart der Totalitarismus-Doktrin. In: Konservatismus-Forschung, Jg. 2 (1981), S. 101–113.
- Der 8. Mai 1975 in der BRD. In: Wissenschaftliche Zeitschrift der Friedrich-Schiller-Universität Jena (GSR), Jg. 25, (1976), Heft 4/5, S. 623–627.
- Zur Ideologie und Programmatik der Christlich-Sozialen Union (CSU) 1945-1976. In: Konservatismus-Forschung, Jg. 1 (1976), S. 9–44.
- Der neue Konservatismus – Zur Ideologie und Politik einer reaktionären Strömung in der BRD. Berlin. Akademie-Verlag 1974.
- Universität und Neonazismus – Ein Beitrag zur Bilanz eines Vierteljahrhunderts westdeutscher Hochschulpolitik 1945 bis 1970. In: Wissenschaftliche Zeitschrift der Friedrich-Schiller-Universität Jena (GSR), Jg. 19 (1970), Heft 3, S. 337–364.
- Ideologie und politische Taktik der herrschenden Klasse Westdeutschlands und Westberlins im Kampf gegen die demokratische Studentenbewegung. In: Wissenschaftliche Zeitschrift der Friedrich-Schiller-Universität Jena (GSR), Jg. 18 (1969), Heft 3, S. 65–78.
- Zwischen Fortschritt und Reaktion. Geschichte der Parteien der liberalen Bourgeoisie in Deutschland 1893–1918. Berlin. Akademie-Verlag 1968.
- Die nationale Verantwortung der deutschen studierenden Jugend in Vergangenheit und Gegenwart. In: Wissenschaftliche Zeitschrift der Friedrich-Schiller-Universität Jena (GSR), Jg. 15 (1966), Heft 2, S. 175–181.
- Die Deutsche Burschenschaft (DB) im Jahre 1965 – wider Ehre, Freiheit, Vaterland. In: Wissenschaftliche Zeitschrift der Friedrich-Schiller-Universität Jena (GSR), Jg. 15 (1966), Heft 2, S. 307–316.
- Liberalismus und Imperialismus. Zur geschichtlichen Einschätzung der „Krise des Liberalismus“ in Deutschland. In: Wissenschaftliche Zeitschrift der Friedrich-Schiller-Universität Jena (GSR), Jg. 14 (1965), Heft 2, S. 247–250.
- Die aktive Unterstützung des Bonner Neokolonialismus durch die Führungen der SPD und des DGB als Bestandteil ihrer imperialistischen und antikommunistischen Ideologie und Politik. In: Wissenschaftliche Zeitschrift der Friedrich-Schiller-Universität Jena (GSR), Jg. 11 (1962), Heft 3, S. 343–367.
- Zur psychologischen Kriegsführung unter den westdeutschen Studenten und ihrer Bekämpfung durch oppositionelle studentische Gruppen. In: Wissenschaftliche Zeitschrift der Friedrich-Schiller-Universität Jena (GSR), Jg. 10 (1960/61), Heft 1, S. 35–38.
- Das Wesen des deutschen Imperialismus. In: Sozialistische Universität: Organ der SED-Parteileitung der Friedrich-Schuller-Universität Jena 1. Jahrgang, 1958, Heft 1, S. 6 (28. März 1958).
- Die Sozialdemokratische Partei Deutschlands und der antiimperialistische Volksaufstand (Boxeraufstand) in China im Jahre 1900. Ein Beitrag zur Geschichte des Kampfes der deutschen Arbeiterklasse gegen die imperialistische Kolonialpolitik. In: Wissenschaftliche Zeitschrift der Friedrich-Schiller-Universität Jena (GSR), Jg. 7 (1957/58), Heft 2/3, S. 307–316.